# Canton de Mâcon-Centre
Le canton de Mâcon-Centre est un ancien canton français situé dans le département de Saône-et-Loire et la région Bourgogne-Franche-Comté.

## Histoire
Canton créé en 1973 (division des cantons de Mâcon-Nord et Mâcon-Sud) par le décret du 2 août 1973.

## Représentation
| Période | Période | Identité                            | Étiquette               | Qualité |
| ------- | ------- | ----------------------------------- | ----------------------- | --- |
| 1973    | 1979    | Pierre Mariotte                     | CNIP                    | Médecin Député (1958-1962) Ancien conseiller général du Canton de Mâcon-Sud                                                                            |
| 1979    | 2001    | Gérard Voisin                       | UDF-PR puis DL puis UMP | Garagiste Député (1993-2012) Maire de Charnay-lès-Mâcon (1983-2014) Président de la Communauté d'agglomération du Mâconnais - Val de Saône (2005-2008) |
| 2001    | 2004    | Stéphane Voisin (fils du précédent) | UMP                     | Attaché parlementaire de Gérard Voisin |
| 2004    | 2015    | Joëlle Marzio                       | PS                      | Assistante sociale, conseillère municipale de Mâcon Vice-Présidente du conseil général                                                                 |

## Composition
Le canton de Mâcon-Centre regroupait 2 communes et comptait 16 291 habitants (recensement de 1999 sans doubles comptes).
| Communes          | Population (2012) | Code postal | Code Insee |
| ----------------- | ----------------- | ----------- | ---------- |
| Charnay-lès-Mâcon | 6 739             | 71850       | 71105      |
| Mâcon             | 34 469 (1)        | 71000       | 71270      |

(1) fraction de commune.

## Démographie
| 1962 | 1968 | 1975 | 1982 | 1990 | 1999   | 2007   |
| ---- | ---- | ---- | ---- | ---- | ------ | ------ |
| -    | -    | -    | -    | -    | 16 273 | 16 558 |